# 山本慈昭
山本 慈昭（やまもと じしょう、1902年1月25日 - 1990年2月15日）は、日本の僧、福祉活動家。長野県下伊那郡阿智村出身。本名は山本 梅雄。中国残留日本人孤児の肉親捜しに挺身し、200人以上の孤児たちと肉親たちとの再会を実現させた人物であり、「中国残留孤児の父」と呼ばれる。吉川英治文化賞第16回（1982年）受賞者。比叡山専修院附属叡山学院卒業。

## 経歴

### 満州での惨劇
1902年（明治35年）誕生。8歳で出家し、長野の善光寺、比叡山での修行、ホノルルでの延暦寺別院創設を経て、1937年（昭和12年）に阿智村の長岳寺の住職となり、ここで生涯の大半を過ごすこととなった。
1945年（昭和20年）、阿智村から満蒙開拓移民の一団「阿智郷開拓団」が送り込まれることになり、子供たちの教師役として、当時の国民学校の教員を兼職していた山本が指名された。山本は不安ながらも妻と2人の娘を連れ、教え子である国民学校の生徒たちを引率して満州へわたった。当初は1年のみの予定だったが、わずか3か月後、第二次世界大戦末期である同年8月のソ連軍の侵攻で状況が一変。決死の逃避行の末、山本は妻子と引き離されてシベリア抑留の身となった。
終戦から2年後の1947年（昭和22年）、帰国。郷里で家族との再会を楽しみにしていたものの、彼を待っていたものは家族ではなく、妻と娘2人の死、そして阿智郷開拓団の8割が日本に戻ることが叶わなかったとの報せだった。阿智郷開拓団の団員全215人のうち、帰国できた者は山本を含めわずか13人であり、山本の教え子たちの生存者は、当初の51人のうち6人にすぎないということだった。
悲しみの中、山本はせめて仲間たちの遺骨を拾うべく1964年（昭和39年）に訪中。当時の中国の国務院総理である周恩来は山本を歓迎したが、遺骨収集は認められなかった。これには、同年の中国の核実験を内閣総理大臣就任直後の佐藤栄作が批判し、さらに日本共産党の大会に参加を望んだ北京市長・彭真を日本側が入国拒否したことで、中国側から見れば日本の新内閣は中国を敵視しているも同然といった事情があった。

### 中国残留孤児の肉親探し
1965年（昭和40年）、中国黒竜江省在住の中国残留日本人から手紙が届いた。山本の訪中を何かで知ったらしく、日本にいる肉親の捜索を依頼する手紙であった。これを機に山本は、まだ生存している中国残留日本人孤児の存在を知り、彼らを日本の肉親に引き合せることを決意した。寺の住職としての仕事の合間に、厚生省、外務省、法務省など各省を回り、国会議員全員にも手紙を書いたが、良い返事は得られなかった。それどころか厚生省では孤児たちからの肉親捜しの依頼の手紙が20通以上、棚に眠っている状態だった。
さらに1969年（昭和44年）、阿智郷開拓団の生存者の1人が死去の2日前、実は開拓団8割の死は嘘と告白した。自分たちは子供たちの命を救うべく中国人たちに引き渡し、後に帰国できた自分たちは口裏を合わせて全員死んだと嘘をついたのであり、山本の妻と次女は死んだが、山本の長女、そして山本の教え子15人が生存しているはずとのことだった。こうして山本は、長女と教え子たちとの再会に希望を抱き、孤児捜しの使命感をさらに強めた。
山本の依頼により、新聞やテレビでは機会あるごとに孤児たちの存在が報道され始めた。1970年（昭和45年）にはNHKの協力のもと、肉親の不明な孤児たちへの呼びかけと、山本のもとへ連絡する旨の放送が、日本語と中国語の両方で中国全土に流れた。

### 日中友好手をつなぐ会
1972年（昭和47年）、日中国交正常化を機に、満州からの引き揚げ者や関係者が山本のもとに集い「日中友好手をつなぐ会」が結成され、山本を会長とし、中国の孤児たちの手紙のやりとりや、日本の肉親たちの訪問などの活動が開始された。国の力が得られない以上、山本は寺の収入も自分の老齢年金も活動資金にあてる決意を固めていた。会員の中には「岸壁の母」として知られる端野いせもおり、彼女は協力のために全財産を投げ出すことも惜しまなかった。
この頃から山本は「最後の1人を捜し出すまで」との誓いのもとに茶人帽をかぶり始めた。就寝と入浴時以外は常にかぶるこの茶人帽が、いつしか彼のトレードマークとなった。
同1972年、待望の残留孤児と日本の肉親との再会第1号が実現。この模様はNHKで取り上げられ、翌1973年（昭和48年）にドキュメンタリー番組『阿智村 ある山村の昭和史』として放映された。この頃は中国残留孤児のことはまだ世間では存在すら知られていなかったが、やがてNHKに加えて新聞各紙も孤児らの情報を取り上げたことで、孤児らの肉親探しは次第に本格化し始めた。中国でも、山本が孤児たちを熱心に案じている噂が全土に広まっていた。身元の判明した孤児は、結成時にはわずか2人だけだったものの、地道な活動の末、1980年（昭和55年）には177人にまで達していた。
大阪中国帰国者センターの理事長である竹川英幸も、そうして山本により肉親に巡り合えた1人である。帰国できた竹川が自信をもって「わたしよりみじめな人生を歩んだ人はいない」と言い切ったところ、山本が「ばかもの! 確かにおまえは苦労したが12歳だった。だが妹や弟の年齢の子供たちが何千人、何万人孤児になったのかしれない。その子たちは自分が何者か、いつ帰ってこられるかさえわからないんだ」と怒鳴りつける一幕もあった。
活動が活発化する頃には山本はすでに70歳を超えていたが、それでも長野から東京まで約7時間の経路をものともせずに各省や国会議員を訪ね歩き、霞が関では「ひょうきん坊主」「満州帰りの変人坊主」と呼ばれた。後の長岳寺住職・入亮純（はいる・りょうじゅん）は山本と長岳寺で過ごした経験を持ち、当時の彼の生活の凄まじさを「いつ寝ているかわからないぐらい」と語っている。作家の和田登が1986年（昭和61年）に取材のために山本のもとを訪れた際には、30分おきほどに電話が鳴り続け、そのほとんどが孤児に関する電話だったという。

### 訪中調査
1980年、山本たちは中国現地で調査を行なうべく、「孤児慰問」と称して訪中調査を行なった。吉林省では約30人の孤児らと出逢い、彼らの肉親を捜せずにいることを謝罪し、彼らの親を最後の1人まで捜すことを誓った。この孤児たちは政府の認可のおりた者たちだが、ほかにも許可を得られなかった約300人の孤児たちが大勢、座り込んでいた。中には数百キロメートルの距離を歩いてやって来た者もいた。それを見た山本は役人の制止を振り切って飛び出し、日本語で「彼らを見捨てて日本に帰ることはできない。わかってくれ」と叫んだ。もはや役人は山本を制止できなかった。このときの山本の聞き取り調査は300人におよび、大きな反響を呼んだ。
このとき参加した孤児の1人の協力により、山本の長女の消息も判明した。1982年（昭和57年）に2回目の訪中調査が行われ、山本は黒龍江省でついに長女に念願の対面を果たした。長女には中国に長年ともに暮した家族がいるためにすぐに帰国はできなかったが、後に永住帰国を果たした。その後も山本らによる訪中調査は続けられ、1986年まで9回におよんだ。

### 厚生省による調査の開始
1975年（昭和50年）、厚生省でも孤児情報の公開調査が開始されたが、顕著な結果は得られずにいた。1980年、当時の厚生大臣である園田直は、山本に感謝状を贈るとともに帝国ホテルで食事に招待した。山本はこの運動に予算をつけることを願い、返事をもらうまで食事に手をつけないと言い切り、園田はそれに応じた。
山本ら民間による運動はついに国を動かすに至り、集団訪日調査は予算化され、翌1981年（昭和56年）から国による残留孤児たちの集団訪日調査が開始された。このことを皮切りに、新聞、テレビ、ラジオなどあらゆるマスコミも協力し、肉親捜しのために来日する孤児たちの話題を報じた。厚生省による調査が東京の代々木で行なわれる際も山本は必ず参加し、長野と東京の往復が2週間で3回におよぶこともあった。

### 残留孤児たちの支援
山本は来日する孤児たちの行き場を案じ、「きょうから、私がみなさんの父親になります。いつでも日本に来てください。私の家に来てください」と呼びかけた。この言葉は決して額面だけのものではなく、実際に山本は自宅を「浮浪閣」と名付け、孤児たちや家族たちの宿泊用に開放していた。これは孤児たちや肉親たちの家庭の事情で、親子の名乗りが難しかったり、子供の永住帰国を親が拒んだ場合の配慮でもあった。一時は山本宅に身を寄せた孤児たちは、のべ50人におよんだ。
やがて帰郷や永住帰国で来日する孤児たちの増加につれ、彼らの日本での生活の支援のため、1985年（昭和60年）、「日中友好手をつなぐ会」により長岳寺のそばに支援施設「広拯会館（こうじょうかいかん）」が完成、日本での生活に必要な日本語や生活習慣を教える場となった。教師は残留孤児3世が務め、孤児たちの事情をよく知っているため、孤児たちにとっての精神的な拠り所にもなった。2004年時点では孤児2世たち2世帯7人が生活しており、同年時点までに約200世帯を送り出した。
同年には山本らは、孤児たちが帰国前に日本語を覚えるため、中国黒竜江省との協力の上、同省ジャムス市に日本語学校を開校。その資金のために山本は老齢年金をつぎ込み、借金のために自宅まで抵当に入れた。

### 晩年
中国残留孤児の肉親探しの一応の目処がついた後、1987年（昭和62年）7月、山本は北朝鮮の残留孤児の問題にとりかかるべく北朝鮮にわたるが、成果を得られなかったばかりか、持病の喘息の発作に襲われ、緊急帰国を強いられた。病床においても、100歳まで生きて孤児のために尽くすと意気揚揚だったが、1990年（平成2年）2月15日、長野県飯田市内の病院で、慢性呼吸不全により、満88歳で死去した。
死去の10日前には前述の竹川英幸に「後は頼むよ」と言い残し、竹川は「安心してください」と約束した。葬儀場は日本全国から集まった孤児で埋め尽くされ、かつて満州で別れた教え子の1人が涙ながらに弔辞を読んだ。孤児やその肉親たちから山本宛てに送られた手紙は4万通に達し、長岳寺の門前の山本慈昭記念館に保存されている。

## 山本を取り扱った作品
ノンフィクション
- 望郷 中国残留孤児の父・山本慈昭（著：和田登、くもん出版「くもんのノンフィクション・愛のシリーズ」、1987年）
  - 望郷の鐘 中国残留孤児の父・山本慈昭（著：和田登、しなのき書房、2013年）

映画
- 山本慈昭 望郷の鐘 満豪開拓団の落日（現代ぷろだくしょん、2013年製作、翌年から日本各地で上映[28][29]） - 上記「望郷の鐘」を原作とする映画作品。